# Reserva Nacional de Caça de Boumort
La Reserva Nacional de Caça (RNC) de Boumort pertany a la Generalitat de Catalunya i va ser creada per la Llei 17/1991 aprovada pel Parlament de Catalunya el 23 d'octubre de 1991, amb la finalitat de protegir, fomentar i aprofitar les espècies animals que hi habiten en estat salvatge i de preservar els ecosistemes als quals pertanyen. També forma part del Pla d'Espais d'Interès Natural (PEIN) i de la Xarxa Natura 2000.

## Extensió
De les 13.097 ha totals de superfície, 10.796 són de propietat pública (9.580 pertanyen a la Generalitat de Catalunya i 1.216 a entitats locals). Tota la seva superfície està catalogada de Forest d'Utilitat Pública.
Les altres 2.309 ha són terrenys comunals catalogats pertanyents a les EMD de Taús i Guàrdia d'Ares (terme municipal de les Valls d'Aguilar) i a petites finques particulars.
Per municipis, 2.638 ha són de les Valls d'Aguilar (Alt Urgell) (el 20,14% del municipi); 2.600 de Baix Pallars (Pallars Sobirà) (el 19,85% del terme); 2.013 d'Abella de la Conca (Pallars Jussà) (el 15,37%), i 5.846 de Conca de Dalt (Pallars Jussà) (el 44,64%).
Està situada al Prepirineu occidental català, entre les valls de la Noguera Pallaresa i del Segre, i abasta tot un seguit de serralades disposades transversalment de l'una a l'altra vall, d'entre les quals destaquen la Serra de Boumort que dona nom a la Reserva, la Serra de Carreu, la Serra de Cuberes i la Serra de Batsacans. A més de la reserva, pròpiament dita, l'envolten altres espais naturals, com el de la Serra de Carreu.
L'altura màxima de la Reserva s'assoleix al Cap de Boumort (2.077 m alt.), al Pi Sec (1.917) i al del Cap de Carreu (1.749).
Ens trobem davant un paisatge típicament prepirinenc amb serres abruptes i relleu força accidentat que dona peu a forts contrastos, la qual cosa afavoreix una gran diversitat.

## Vegetació
La vegetació de la Reserva Nacional de Caça de Boumort és la pròpia del Prepirineu occidental català, enriquida per la penetració d'espècies boreoalpines i pel manteniment d'elements xeromediterranis. Presenta una gran diversitat, tant en nombre d'espècies com en estructures. El paisatge dominant és submediterrani, amb pinedes secundàries de pinassa i de pi roig, dins el domini de la roureda de fulla petita, que actualment només es troba a les rodalies de barrancs i llocs inaccessibles. La part superior està dominada pels boscos de pi negre, acompanyats per un sotabosc de boixerola i ginebre comú. Per sobre dels 1.800 m. alt. hi ha prats alpinitzats formats fonamentalment per ussona, festuca duríssima i avena montana, gramínies típicament pirinenques que es desenvolupen als vessants assolellats, rocosos i amb poca nivació.

## Fauna
En aquesta reserva de caça destaquen, per damunt de la resta d'espècies que s'hi troben, els ungulats salvatges. El més abundós és el cérvol comú, però també hi ha isards i cabirols, a més del porc senglar (com a tota Catalunya). Altres espècies de mamífers existents són el conill i la llebre europea, a més de guineus, teixons, fagines, gats fers i musteles.
Pel que fa als ocells, s'hi troba el gall fer, el picot negre i el mussol pirinenc (totes tres són espècies protegides). També hi ha la perdiu roja, la perdiu xerra, la becada i una bona mostra de grans rapinyaires, amants dels cingles i els penya-segats: el trencalòs, el voltor comú, l'aufrany, el falcó pelegrí i l'àliga daurada. El voltor negre, espècie extingida a Catalunya, hi fou reintroduït a partir de l'any 2007 i actualment la reserva és l'únic lloc de Catalunya on cria. Això fa que la Reserva de Boumort sigui l'únic espai natural d'Europa on es reprodueixen les quatre espècies de voltors del continent.
Als rierols es troben espècies singulars, algunes d'elles endèmiques, entre les quals destaca el tritó pirinenc.